# Cratérope fauve
Argya fulva
Espèce
Statut de conservation UICN

 LC  : Préoccupation mineure

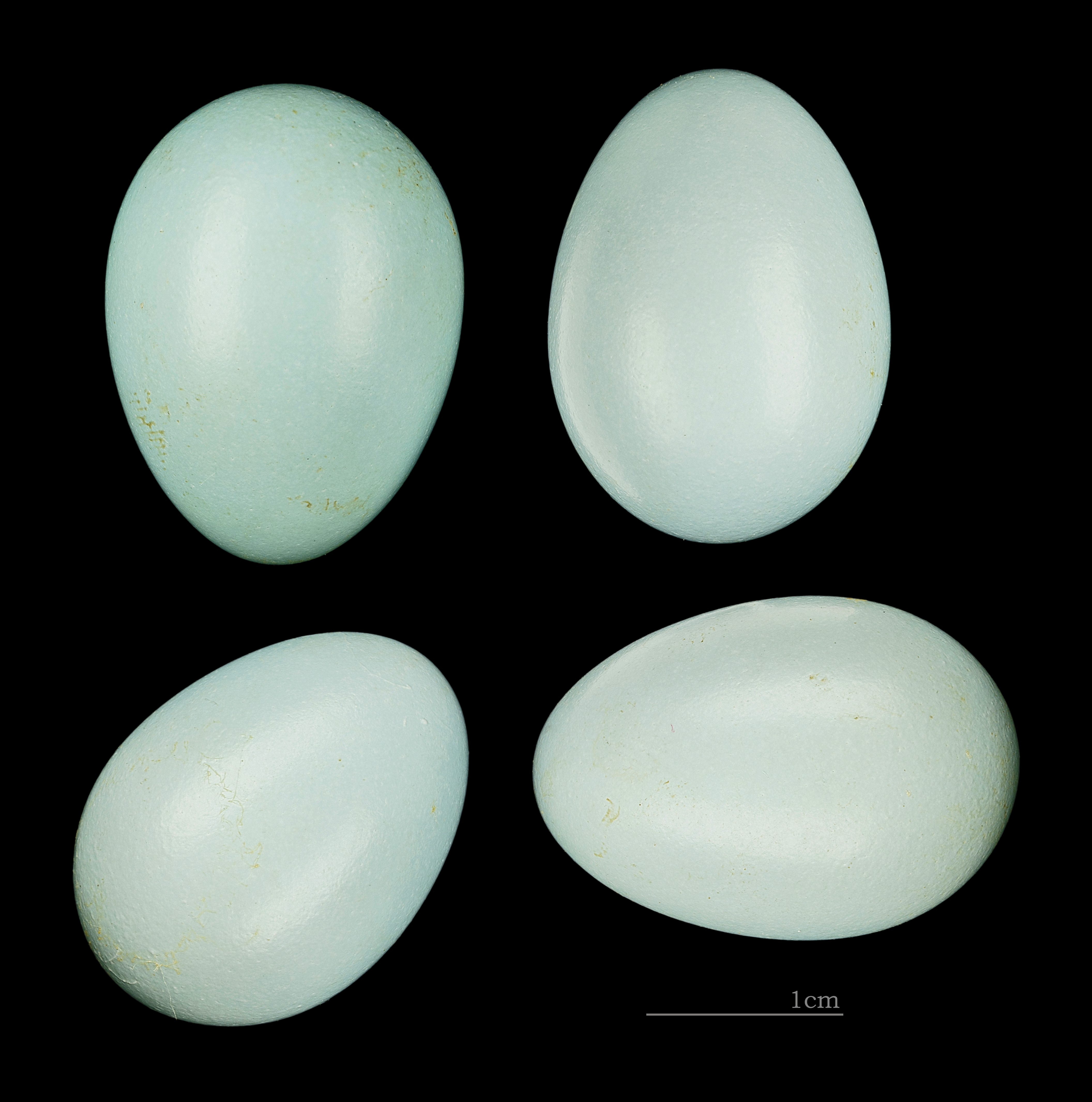
Œufs de A. fulva fulva – Muséum de Toulouse

Le Cratérope fauve (Argya fulva) est une espèce de passereaux de la famille des Leiothrichidae.

## Description
Cet oiseau mesure environ 25 cm de longueur avec une envergure de 27 à 30,5 cm. Il est brun sur le dessus avec de légères rayures sur la couronne et le dos. La gorge est blanchâtre et le reste des parties inférieures est beige.

## Habitat
Son habitat naturel est les zones arbustives sèches subtropicales ou tropicales.

## Systématique
L'espèce Turdoides fulva a été décrite par le naturaliste français René Louiche Desfontaines en 1789.

## Répartition et sous-espèces
Son aire fragmentée s'étend à travers le nord du continent africain.
Selon la classification de référence du Congrès ornithologique international (15.1, 2025) il se répartit en quatre sous-espèces (ordre phylogénique) :
- A. fulva maroccana Lynes, 1925 — sud du Maroc et ouest de l'Algérie ;
- A. fulva fulva (Desfontaines, 1789) — Algérie, Tunisie et nord-ouest de la Libye ;
- A. fulva buchanani (Hartert, 1921) — de la Mauritanie et nord du Sénégal au Tchad ;
- A. fulva acaciae (Lichtenstein, 1823) — du Tchad au littoral de la mer Rouge.